# Hadol (Vosges)
Hadol é uma comuna francesa na região administrativa do Grande Leste, no departamento de Vosges. Estende-se por uma área de 49.05 km². Em 2010 a comuna tinha 2 463 habitantes (densidade: 50,2 hab./km²).